# Рожанський Дмитро Аполлінарійович
Рожанський Дмитро Аполлінарійович (20 серпня (1 вересня) 1882, Київ, Російська імперія — 27 вересня 1936, Ленінград, СРСР) — фізик родом з Києва, член-кореспондент AH CPCP (з 1933); у 1911—1921 професор Харківського університету; дійсний члени НТШ (1929).
Основні праці стосуються електричних розрядів та радіофізики.

## Життєпис
Народився в сім'ї інженера-технолога.
У 1894 р. вступив до 4-ї київської гімназії, в 1899 р — до Першої Імператорської київської гімназії.
У 1900 р. закінчив гімназію і вступив на фізичне відділення фізико-математичного факультету Санкт-Петербурзького університету.
У 1904 році закінчив університет і був залишений в ньому на кафедрі фізики до 1907 р. для підготовки до професорського звання. Одночасно працював лаборантом на кафедрі фізики Петербурзького електротехнічного інституту, яку в той час очолював О. С. Попов.
У 1905—1906 рр. під час літніх канікул працював в лабораторії Н. Т. Сімона в Інституті прикладної електрики в Геттінгені (Німеччина), продовживши там досліди Попова щодо застосування Браунівської трубки (прообразу сучасного осцилографа) для дослідження швидких електричних коливань. У ці й наступні роки виконав ряд досліджень поведінки дуги та іскри в електричному ланцюзі змінного струму.
У 1908—1909 рр. склав магістерські іспити. У 1911 р. захистив дисертацію на ступінь магістра фізики «Вплив іскри на коливальний розряд конденсатора». У дисертації досліджувалася особливість розряду конденсатора при наявності в розрядному ланцюзі нелінійного елемента — іскри, яка в той час була основним джерелом електромагнітних коливань. За цю роботу Рожанському було присуджено премію імені А. С. Попова. Результати дослідження були, зокрема, використані при будівництві у 1913 р. іскрових радіостанцій (потужністю близько 100 кВт) в Москві і в Царському Селі неподалік Петрограда.

### Харківський період (1911—1921)
Після захисту дисертації переїхав до Харкова. У 1911 р. — обраний приват-доцентом, у 1912 р. — виконуючим обов'язки екстраординарного професора кафедри фізики Харківського університету.
У 1914—1921 рр. — професор і завідувач кафедри фізики Харківського університету.
У 1913—1914 рр. вийшли кілька фундаментальних робіт Рожанського, зокрема книги «Електричні промені» та «Електричні коливання і хвилі» (в двох частинах).

### Нижньогородський період (1921—1923)
Ще під час роботи у Харкові Рожанський брав участь в діяльності Нижегородської радіотехнічної лабораторії (організована в 1918 р. М.О. Бонч-Бруєвичем). У 1921 р. був запрошений туди на постійну роботу. Виконав ряд фундаментальних праць з різних проблем радіотехніки, в тому числі з теорії автогенераторів.
У 1923 р. встав на сторону професора В. П. Вологдіна в його конфлікті з Бонч-Бруєвичем. Вологдін розробляв альтернативний метод отримання радіохвиль за допомогою високочастотних машин, Бонч-Бруєвич до цього ставився різко негативно. У лабораторії стався розкол, він і Рожанський вирішив разом з Вологдіним та О. Ф. Шоріним переїхати з Нижнього Новгорода до Петрограду.

### Ленінградський період (1923—1926)
У 1923 р. почав працювати науковим консультантом в Центральній радіотехнічної лабораторії (ЦРЛ) Тресту заводів слабкого струму. Під керівництвом Рожанського в цій лабораторії розроблялися методи генерування коротких і ультракоротких радіохвиль і стабілізації частоти короткохвильових генераторів.
З 1923 р. Рожанський на запрошення А. Ф. Йоффе перейшов на роботу до Ленінградського політехнічного інституту. Читав «Курс електричних коливань», який знайомить студентів з фізичними основами радіотехніки, та низку інших курсів і семінарів. Став заступником декана фізико-механічного факультету ЛПІ, який очолював Йоффе. Пізніше став завідувачем кафедри технічної електроніки, якою керував до кінця життя.
У 1925 р. побудував дві короткохвильові радіостанції потужністю 250—300 Вт, що працювали в діапазоні хвиль 50-75 м. У тому ж році приїхав до Харкова для вивчення поширення коротких хвиль, і привіз із собою приймальний пристрій. У вимірах сигналів брав участь Ю. Б. Кобзарев.
У 1926 р. у ЦРЛ за схемою Рожанського був зібраний дволамповий малопотужний передавач для роботи на хвилях 20-50 м. Під час першої ж передачі на виклик відгукнулися радіостанції Стокгольма, Лондона, Кенінсбергу. Надалі Рожанський розробив короткохвильовий передавач потужністю 4 кВт.

### Арешт, звільнення й останній період життя
25 вересня 1930 р. на фізико-механічному факультеті Політехнічного інституту пройшли збори в рамках компанії з підготовки суду у справі «Промпартії». Після доповіді учасникам було запропоновано одноголосно проголосувати за страту «шкідників». Рожанський єдиний з учасників зборів утримався при голосуванні. На запитання про мотиви цього Рожанський відповів, що йому нічого не відомо про цю справу, і що він проти як шкідництва, так і смертної кари. Після цього, 28 вересня 1930 р. у газеті «Ленинградская правда» («Ленінградська правда») вийшла стаття «Рожанським немає місця в родині радянських вчених».
В ніч з 4 на 5 жовтня 1930 р. Рожанський був заарештований ОГПУ і поміщений у в'язницю «Кресты». Майже одночасно з ним були арештовані кілька співробітників інституту. 29 листопада Рожанський був виключений зі списків співробітників інституту. У в'язниці вченого піддавали постійним тривалим допитам, вимагаючи поставити свій підпис на підтримку звинувачення. Спочатку його «справу» намагалися зв'язати зі справою «Промпартії», проте Рожанський не знав нікого з фігурантів справи, і слідство незабаром відійшло від цього звинувачення.
За свідченням Кобзарева, від співробітників Рожанского також вимагали свідчень проти нього, але, мабуть, ніхто з них таких свідчень не дав. За спогадами дочки Рожанського Ольги (зі слів батька), слідчий намагався натиснути на одного із заарештованих разом з ним інженерів з вимогою, щоб той звинуватив Рожанського в створенні приладу «для підслуховування думок Сталіна». Інженер був доведений слідчим до важкого нервового розладу, однак нічого не підписав. У в'язниці Рожанський тяжко захворів ендокардитом і опинився у тюремній лікарні. Рожанському вдалося передати дружині записку про те, що відбувається з ним у в'язниці, сховавши її в передану для прання сорочку.
Йоффе, який відразу ж після арешту Рожанського почав домагатися його звільнення, звертався до С. М. Кірова, який в той час займав посаду секретаря Ленінградського обкому партії, та наркома важкої промисловості Г. К. Орджонікідзе. Обидва обіцяли допомогти, однак чи вдалося їм якось вплинути на долю вченого — залишається невідомим. Тим часом Рожанського припинили викликати на допити, кілька місяців він пробув в одиночній камері. Після подачі заяви прокурору про те, що він не знає за що заарештований, сидить без слідства і має намір оголосити голодовку, Рожанського перевели до Ленінградського технічного бюро, де працювали в основному ув'язнені інженери і науковці. Там він пропрацював кілька місяців до кінця липня 1931 р.
19 липня 1931 р. постановою управління НКВД Ленінграда справу Рожанського було припинено через брак доказів. 26 липня 1931 р. він без будь-яких пояснень був звільнений і продовжив свою наукову та педагогічну діяльність. Рожанського одразу відновили на роботі у всіх посадах.
У 1933 р. обраний членом-кореспондентом Академії наук по Відділенню математичних і природничих наук (фізичні науки).
Влітку 1935 р. Йоффе, який створив і очолив Ленінградський фізико-технічний інститут (ЛФТІ), запросив Рожанського очолити в ньому лабораторію з проблеми радіовиявлення літаків. Через кілька місяців в ній почав працювати також Ю. Б. Кобзарев. У лабораторії був розроблений імпульсний метод радіолокації стосовно до задачі виявлення літаків на великих відстанях. До кінця 1935 р. була створена установка для проведення експериментів, яка стала прообразом першої вітчизняної імпульсної радіолокаційної станції (РЛС) «Редут». Розробку цієї РЛС було завершено вже під керівництвом Кобзарева, який очолив лабораторію після смерті Рожанського.
Помер 28 вересня 1936 р. вдома від серцевого нападу.

### Наукові досягнення
З початку 30-х рр. вивчав електричні розряди в газах. Рожанський виконав фундаментальні роботи про вплив іскри на форму та період розряду і на форму резонансної кривої.
У 1910 запропонував метод осцилографування швидких електричних процесів із застосуванням трубки Брауна, в 1922 — метод розрахунку випромінювання антен («метод наведених ерс»).
Виконав ряд робіт з дослідження лампових генераторів, вивчення характеристик ламп, проектування антенних пристроїв. Запропонований ним метод наведених електрорухаючих сил став основою для розрахунку антенних систем.
У 1933 розробив спосіб вимірювання діелектричної постійної при надвисоких частотах, вільний від недоліків методів П. Друде. Керував роботами зі створення перших короткохвильових передавачів, по стабілізації частоти лампових генераторів, по дослідженню поширення коротких хвиль.
Дослідження Рожанського та його учнів А.О. Слуцкіна та Д.С. Штернберга привели до створення магнетронів дециметрового діапазону.
Роботи з радіолокації, що проводились у ФТІ під керівництвом Рожанського, завершилися створенням перших радянських імпульсних радіолокаторів далекого виявлення літаків.
Експериментально вивчив дисперсію й абсорбцію дециметрових хвиль в спиртах. Розробив методику для вимірювання ємності поверхневих шарів і опору кристалів в рамках вивчення явища поляризації в кристалах, відкритих А.Ф. Йоффе.
Рожанський створив школу радіофізиків, до якої належать доктора наук й академіки Г. В. Брауде, Ю. Б. Кобзарев, М. С. Нейман, А. О. Слуцкін, О. М. Щукін, Д. С. Штейнберг, В. Й. Бунимович, М. Т. Грехова та ін.

## Праці
- Рожанский, Д.А. Влияние искры на колебания индуктивно связанных вибраторов: в сокращенном виде доложено на 2-м Менделеевском съезде / [Соч.] Д. Рожанского // Журнал Русского физико-химического общества. Физический отдел. - 1912. - Т. 44, вып. 7. - С. 359-376, 1 л. черт. ( Электронная книга)
- Рожанский, Д.А. Дуга переменного тока и искровой разряд / [Соч.] Д.А. Рожанского // Журнал Русского физико-химического общества. Физ. отд. Отд. первый. - 1907. - Т. 39, вып. 6. - С. 161-178. - Резюме на фр. яз.
- Иоффе, А.Ф. Untersuchungen über konzentrierte Raumladungen (Polarisation) im Kalkspat = [Исследование концентрированных пространственных зарядов (поляризация) в известковом шпате] / A. Joffé, D. Rojansky, K. Sinelnikov // Zeitschrift für Physik. - 1930. - Bd. 66, H. 3-4. - S. 143-171. - Отд. отт.
- Рожанский, Д.А. К теории поющей дуги / [Соч.] Д.А. Рожанского // Журнал Русского физико-химического общества. Физический отдел. - 1907. - Т. 38, вып. 8. - С. 455-463. - Резюме на фр. яз.
- Рожанский, Д.А. Курс физики. Ч. 2. Колебания и волны. Звук. Свет / Сост. проф. Д.А. Рожанский ; под ред. акад. А.Ф. Иоффе. - М. ; Л. : Гос. науч.-техн. изд-во, 1931. - 248 с.
- Рожанский, Д.А. Курс физики. Ч. 2. Акустика и оптика / Д.А. Рожанский ; под общ. ред. А.Ф. Иоффе. - [2-е изд.]. - Л. ; М. : ОНТИ, Гл. ред. общетехн. лит., 1935. - 515 с.
- Рожанский, Д.А. Физика газового разряда / Проф. Д.А. Рожанский. - М. ; Л. : ОНТИ НКТП СССР. Гл. ред. технико-теорет. лит., 1937. - 348 с.
- Рожанский, Д.А. Электрические колебания и волны: Конспект лекций, читанных в ЛПИ им. М.И. Калинина / Проф. Д.А. Рожанский. - [Б. м.] : изд. Научно-техн. кружка физиков ЛПИ, 1928. - Ч. 1 : Возбуждение колебаний. - 88 с.
- Рожанский, Д.А. Электрические лучи: Учение об электромагнитных колебаниях и волнах: С 49 рисунками в тексте / Д.А. Рожанский. - СПб. : Изд. К.Л. Риккера, 1913. - 106 с.
- Рожанский, Д.А. Электромагнитные колебания и волны: Конспект лекций, читанных в ЛПИ им. М.И. Калинина : В 2 ч. / Проф. Д.А. Рожанский ; под общ. ред. Д.А. Рожанского. - [Б. м.]: изд. Н.Т.К. электриков Л.П.И., 1930. - Ч. 2 : Излучение и распространение электромагнитной энергии. - II, 162 [i. e. 161] с.
- Рожанский, Д.А. Влияние искры на колебательный разряд конденсатора / Д.А. Рожанский. - СПб. : типолитогр. Шредера, 1911. - 185, 1 л. ил.
- Рожанский, Д.А. Физические основания теории распространения коротких волн / Д.А. Рожанский. - Л.; М.: Гос. технико-теорет. изд-во, 1934. - 44 с. - (Проблемы новейшей физики / Под общ. Ред. А.Ф. Иоффе и др.; вып. XIX).[5]